# 航中路駅
座標: 北緯31度10分1秒 東経121度20分57秒 / 北緯31.16694度 東経121.34917度
航中路駅（こうちゅうろ-えき）は中華人民共和国上海市閔行区七宝鎮に位置する、上海地下鉄10号線の駅である。駅番号はL10/05-3。

## 歴史
- 2010年4月10日 - 開業。

## 駅構造
島式ホーム1面2線の地下駅。保安用に、ホーム上にフルスクリーンタイプのホームドアを有する。

## 駅周辺
- 旭財典当
- 上海旭邦貿易有限公司呉中路店

## 隣の駅
上海地下鉄
■10号線（支線）
紫藤路駅 (L10/05-2) - 航中路駅 (L10/05-3)